# Hue Jackson
Hue Jackson (Los Angeles, 22 ottobre 1965) è un ex giocatore di football americano e allenatore di football americano statunitense che svolge il ruolo di allenatore.

## Carriera universitaria
Giocò con i Pacific Tigers nella Big West Conference della NCAA.

## Carriera professionistica come allenatore
Nel 2001 iniziò la sua carriera NFL con i Washington Redskins come allenatore dei running back. Nel 2003 assunse anche il ruolo di coordinatore dell'attacco.
Nel 2004 passò ai Cincinnati Bengals come allenatore dei wide receiver fino al 2006.
Nel 2007 passò agli Atlanta Falcons ricoprendo il ruolo di coordinatore dell'attacco.
Nel 2008 firmò con i Baltimore Ravens come allenatore dei quarterback facendo crescere notevolmente il rookie Joe Flacco. I Ravens raggiunsero i playoff in entrambe le due stagioni.
Il 26 gennaio 2010 firmò un contratto di due anni con gli Oakland Raiders assumendo il ruolo di coordinatore dell'attacco per la terza volta in carriera. Fin dall'inizio incrementò le prestazioni offensive della squadra e per tutta la stagione chiamò lui i giochi d'attacco. Il 17 gennaio 2011 ricevette il nuovo incarico d'allenatore capo. Diventando il diciassettesimo nella storia dei Raiders. Debuttò nella NFL come capo-allenatore il 12 settembre 2011 nella vittoria contro i Denver Broncos. Concluse con il record di 8 vittorie e 8 sconfitte mancando i playoff all'ultima partita della stagione regolare con la sconfitta contro i San Diego Chargers per 28 a 36. Il 10 gennaio 2012 venne esonerato dal nuovo general manager Reggie McKenzie.
Il 17 febbraio 2012 firmò per la seconda volta con i Bengals come assistente allenatore dei defensive back e assistente dello Special Team. Nella stagione 2013 passò assistente speciale del capo-allenatore e allenatore dei running back.
Il 13 gennaio 2016, Jackson è stato assunto come nuovo capo-allenatore dei Cleveland Browns.
Il 29 ottobre 2018, i Browns annunciarono di aver licenziato Jackson, a causa del suo record di 3–36–1 durante il periodo come capo-allenatore della squadra.

## Record come capo-allenatore
| Squadra | Anno   | Stagione regolare | Stagione regolare | Stagione regolare | Stagione regolare | Stagione regolare | Playoff | Playoff | Playoff   |
| Squadra | Anno   | Vinte             | Perse             | Pareggiate        | Posizione         | Risultato         | Vinte   | Perse   | Risultato |
| ------- | ------ | ----------------- | ----------------- | ----------------- | ----------------- | ----------------- | ------- | ------- | --------- |
| OAK     | 2011   | 8                 | 8                 | 0                 | 3º AFC West       | no playoff        | 0       | 0       | -         |
| CLE     | 2016   | 1                 | 15                | 0                 | 4º AFC North      | no playoff        | 0       | 0       | -         |
| CLE     | 2017   | 0                 | 16                | 0                 | 4º AFC North      | no playoff        | 0       | 0       | -         |
| Totale  | Totale | 9                 | 39                | 0                 | -                 | -                 | 0       | 0       | -         |